# 連邦国家資産管理局
連邦国家資産管理局（れんぽうこっかしさんかんりきょく、ロシア語: Федеральное агентство по управлению государственным имуществом、英語: Federal Agency for State Property Management、略称：Росимущество、Rosimushchestvo、ロシムシチェストヴォ）は、ロシア連邦の行政官庁。ロシア連邦経済開発貿易省の部局であり、ロシア連邦の国家資産の管理を担当している。
連邦国家資産管理局は2004年3月9日付、ロシア大統領令第314号によって経済開発貿易省に創設された。

## 名称の変遷
以下に名称の変遷を記述する。
- ロシア連邦国家資産管理委員会（Государственный комитет Российской Федерации по управлению государственным имуществом、ГКИ、Госкомимущество、State Committee for State Property Management of the Russian Federation、GKI、Goskomimushchestvo：1990年7月14日 – 1997年9月23日）
- ロシア連邦国家資産省（Министерство государственного имущества Российской Федерации、Мингосимущество России、Ministry of State Property of the Russian Federation、Mingosimushchestvo of Russia：1997年9月23日 – 2000年5月18日）[2]
- ロシア連邦資産関係省（Министерство имущественных отношений Российской Федерации、Ministry of Property Relations of the Russian Federation：2000年5月18日 – 2004年3月9日）
- 連邦連邦資産管理局（Федеральное агентство по управлению федеральным имуществом、Federal Agency of Federal Property Management：2004年5月9日 – 2008年5月12日）
- 連邦国家資産管理局（Федеральное агентство по управлению государственным имуществом、Росимущество、Federal Agency for State Property Management：2008年6月5日 – ）[3]

## 歴代議長・大臣・長官（局長）
- ミハイル・マレイ （1990年11月21日 – 1991年11月10日）
- アナトリー・チュバイス （1991年11月10日 – 1994年11月5日）
- ウラジーミル・ポレヴァノフ （1994年11月15日 – 1995年1月24日）
- セルゲイ・ベリャーエフ （1995年2月8日 – 1996年1月10日）
- アレクサンドル・カザコフ （1996年1月25日 – 1996年7月19日）
- アリフレド・コフ （1996年9月12日 – 1997年8月13日）
- マクシム・ボイコ （1997年8月13日 – 1997年11月15日）
- ファリット・カジズーリン （1997年11月18日 – 2004年3月12日）
- ヴァレリー・ナザロフ （2004年3月12日 – 2008年5月28日）
- オリガ・デルグノワ （2012年6月29日 – 、兼経済開発省次官）